# 羅家權
羅家權（1904年—1970年4月19日），原名羅仕乾，廣東順德均安鎮人，羅家英（原名羅行堂）的父親，家中排行第八，行內尊稱「八叔」，著名粵劇丑生。

## 生平
早年，羅家權曾經拜上海京劇名淨劉奎官為師，學習如何演活紂王。
 後來，他與馮鏡華、秦小梨、馮少俠等名伶組織大龍鳳戲班，並且與秦小梨合演的一齣名劇《肉山藏妲己》，被譽為「生紂皇」。
在帶領「人壽年」的時候，曾演出著名粵劇《龍虎渡姜公》。除了表演粵劇外，還拍攝《包公夜審郭槐》、《危城鶼鰈》、《風火送慈雲》、《火葬生妲己》等粵劇電影。
- 1949年，羅家權帶著羅家英往香港定居。1964年，羅家權遠赴美國舊金山再次與秦小梨合作演出。

- 羅家權自1969年底與兒子羅家英從新加坡演出回香港後，就開始生病，1970年3月曾經進入深水埗寶血醫院，後轉到黃大仙聖母醫院，並驗出已染嚴重肝蟲病[4]；終於1970年4月19日（星期日）下午5時30分在黃大仙聖母醫院病逝，享齡66歲；遺體在1970年4月22日（星期三）中午12時在九龍殯儀館舉殯，停柩在粉嶺[5]，及後安葬在澳門北安孝思墳場。

## 著名劇目
- 《七氣蘇秦》
- 《龍虎渡姜公》

## 曾加入的戲班
- 大龍鳳戲班
- 周豐年戲班
- 人壽年戲班